# Mitchellania krafti
Mitchellania krafti är en urinsektsart som först beskrevs av Scott 1962.  Mitchellania krafti ingår i släktet Mitchellania och familjen Hypogastruridae. Inga underarter finns listade i Catalogue of Life.